# Бошко Антић
Божидар Бошко Антић (Сарајево, 7. јануар 1944 — Београд, 4. децембар 2007) био је југословенски и српски фудбалер  фудбалер и тренер.

## Биографија
Каријеру је започео у ФК Сарајево 1965. године. Предводио је са Фазлагићем, Шиљкутом, Вахидином Мусемићем, Продановићем у генерацији ФК Сарајева која је за екипу са Кошева у сезони 1966/1967. освојила прву титулу првака Југославије у њеној историји.
У тој сезони постигао је 14 голова у 30 утакмица, а укупно 140 голова у својих 276 наступа за Сарајево. Старији навијачи Сарајева који се данас могу похвалити тиме да су присуствовали утакмицама на којима је он играо, сигурно ће се сетити слогана „Два Бошка на два чошка, Мусемија у средини, за победу не брини“ који је био везан за тадашњи убојити нападачки трио ФК Сарајева. То су били Бошко Продановић, Вахидин Мусемић и Бошко Антић.
У својој каријери је за Сарајево три сезоне заредом (65/66., 66/67. и 67/68.) био голгетер, а највише голова је дао у сезони 67/68. када је у 53 наступа постигао 53 гола. Два пута је био играч са највише одиграних утакмица у сезони и то у сезонама 65/66. и 67/68. Добитник је и сребрне значке поводом обиљежавања 70-годишњице Фудбалског савеза БиХ.
Фудбалски пут га је одвео у Француску, пет пуних сезона у Анжеу (1972—1975) и Кану (1975—1977). Антића је одликовала висока техника, непредвидиви потези и, изнад свега, спортско држање, био и пакер и стрелац, што му је обезбедило статус репрезентативца. Дебитовао је 27. октобра 1968.
у дресу са државним грбом у Италији освојио је друго место на првенству Европе. После тог успеха добио је и националну пензију.
Послије завршетка успешне играчке каријере, отиснуо се у тренерске воде, најприје у Француску, а потом је уследио повратак на његово Кошево (1983—1985).
Легендарно лево крило је прославило и другу титулу Сарајева, али овај пут у улози тренера. Године 1985. Бошко Антић је постао први који је са ФК Сарајевом освојио титулу и као играч и као тренер, чиме је на неки начин ставио круну на своју каријеру. Ово је само још поновио Хусреф Мусемић, који је тада био играч, а у сезони 2006/2007. је славио као тренер Сарајева. Била је то генерација коју је Атић створио, предвођена репрезентативцима: Хаџибегићем, Пашићем, Божовићем, Јозићем и Хусрефом Мусемићем. А тренирао је и Сафета Сушића.
После тога једно време је водио и Фудбалску репрезентацију Тогоа. Фудбалску мисију после ратног вихора, наставио је у Србији. Почео је у Челареву, наставио у Раду. У другој половини деведесетих година прошлог века био је тренер у Кини, а једно време водио и Сартид из Смедерева, Вождовац и Раднички из Ниша. У фудбалску орбиту је лансирао Буњевчевића, Рашовића, Шкорића, Братића, Вигњевића и многе друге.
Умро је након тешке болести 4. децембра 2007. године, у Београду. По његовој жељи сахрањен је на гробљу Бежанијска коса.